# William Gerard Barry
William Gerard Barry (n. 1864, Irlanda – d. 9 septembrie 1941, Saint-Jean-de-Luz, Aquitaine, Franța) a fost un pictor irlandez.

## Carieră
Fiu al unui magistrat, Barry s-a născut în Ballyadam, Carrigtwohill, comitatul Cork. S-a înscris la Școala de artă Crawford din Cork și a studiat acolo sub îndrumarea lui Henry Jones Thaddeus din 1881 până în 1883. Thaddeus l-a sfătuit pe Barry să călătorească la Paris unde și-a continuat pregătirea la Academia Julian sub îndrumarea lui Le Febre, Boulanger și Carolus Duran. Succesul inițial a venit în 1887, când a primit un premiu Taylor de 30 de lire sterline, după ce a trimis un tablou la Royal Dublin Society din Étaples. A călătorit mult timp, incluzând vizite în Statele Unite și Canada. În timpul ocupației germane din al doilea război mondial Barry a locuit la Saint-Jean-de-Luz, în sud-vestul Franței. A murit când o bombă a explodat în apropierea casei sale, la 9 septembrie 1941.